# Machang, Zhenning
Machang (kinesiska: 马厂) är en köping i sydvästra Kina. Den ligger i det autonoma häradet Zhenning i staden Anshun i provinsen Guizhou, omkring 120 kilometer sydväst om provinshuvudstaden Guiyang. Antalet invånare är 17143. Befolkningen består av 8 156 kvinnor och 8 987 män. Barn under 15 år utgör 25,0 %, vuxna 15-64 år 64 %, och äldre över 65 år 10,0 %.